# Lunds BoIS
Lunds BoIS är en fotbollsklubb i Lund och stadens äldsta idrottsförening. Den bildades 1908 under namnet Lunds GIF. Klubbnamnet Lunds BoIS togs 1971 efter sammanslagning med Lunds Norra IF och LUGIs fotbollssektion. Klubbens herrlag spelar i Division 6 och damlaget spelar i Division 3. 
Lunds BoIS ungdomssektion engagerar över 300 flickor och pojkar. Klubbens ambition är att vara en stadsdelsförening med upptagningsområde i nordvästra Lund (Gunnesbo, Nöbbelöv, Oscarshem och Kobjer). I juni varje år, strax efter skolavslutningen, ordnar klubben en fotbollsskola för 7-12-åringar, där dessa får spela fotboll, bada och ha roligt tillsammans med klubbens juniorspelare som ledare.  
Klubben har sin hemmaplan på Gunnesbo gård. Matchdräkten består av rödvitrandig tröja, helblå byxor och vita strumpor.